# Keiko (späckhuggare)

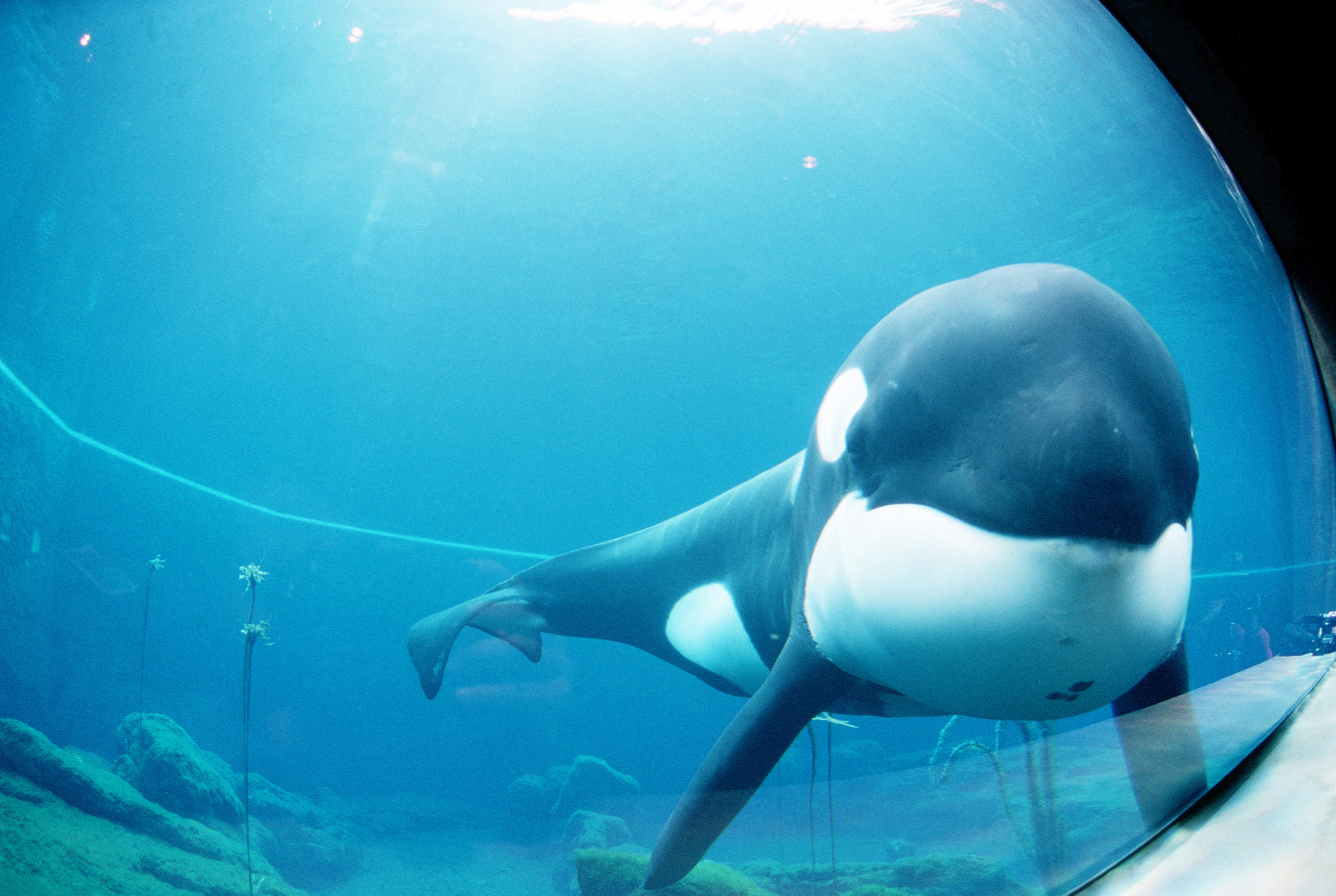
Keiko, 1998.

Keiko, född cirka 1976 nära Island, död 12 december 2003 i Taknes Fjord, Norge, var en späckhuggare som blev världskänd för sin roll som Willy i filmen Rädda Willy från 1993.

## Biografi
Keiko fångades 1979 och valfångarna sålde honom levande till en djurpark i MarineLand i Ontario, där han tränades. Han var mobbad av resten av flocken i akvariet och såldes till slut till en nöjespark i Mexiko. Samtidigt hade manuset till filmen Rädda Willy kommit till, och filmteamet letade efter en ensam späckhuggare som var tränad och kunde spela späckhuggaren Willy i filmen. De fick kontakt med nöjesparken och eftersom Keiko var den enda späckhuggaren de kunde hitta som var ensam och tränad hade de inget val. Men Keiko gjorde dem inte besvikna, filmen blev en succé. Eftersom Keiko inte räddas på riktigt som i filmen blev många barn besvikna och en fond för att släppa Keiko fri bildades, Free Willy Foundation. Det spekulerades i att Keiko eventuellt kunde flyttas till SeaWorld, och leva med andra späckhuggare i större pool. Han skulle antingen flyttas till SeaWorld i San Diego i Kalifornien, Orlando i Florida eller San Antonio i Texas. Men eftersom han hade problem med sin hälsa ville inte SeaWorld ha honom. Så världen över samlades pengar in och Oregon Coast Aquarium tog sig an uppgiften att hålla logi för Keiko. De byggde en jättelik tank med stenar, naturtrogna strömmar, två heltidsanställda tränare, direktkontakt till en veterinär och massa kvalitetsfisk.
Keiko skulle nu flygas från Mexiko till Oregon, USA. Hans resa höll på att få ett abrupt slut redan på flygplatsen då containern med den 8 ton tunga valen tippade till, och de metallrör man rullat den på in i flygplanet låste sig. Det tog en och en halv timme innan markpersonalen lyckades få containern att rulla igen. Keikos resa till ett nytt liv började och slutade lyckligt. Han tränades i att känna igen olika geometriska former såsom trianglar och fyrkanter och man släppte in fisk i hans tanker som han fick träna sig i att jaga på.
Till slut var han färdig för ett liv i det fria. De eksem och hudsjukdomar (papilloma-virus) han hade i det varma klorvattnet i Mexiko hade läkt fint och hans böjda ryggfena bekom honom inte ett dugg. Nu var Keiko drygt 22 år gammal. Free Willy Foundation byggde en nätinhägnad ("Seapen") i en vik vid Island, där han kunde simma in och ut och fick vara i de isländska vattnen igen. Resan till Island gick utan problem. Keikos hälsa fortsatte att förbättras, hans späcklager blev tjockare och han började tillbringa mer tid med vilda späckhuggare.
Efter att ha blivit frisläppt dök Keiko på sensommaren 2002 upp i Skålvikfjorden. Hans besök där fick internationell uppmärksamhet och ledde till en stor publiktillströmning. Hösten 2002 flyttades Keiko till en isfri plats vid Taknes, en norsk fjord.
Keiko dog i frihet av lunginflammation i Taknes den 12 december 2003. Han blev 27 år gammal.